# The Brewers of Europe
The Brewers of Europe grundades 1958 i Bryssel som en ideell europeisk organisation. Dess mål är att vara den europeiska bryggerinäringens röst i förhållande till EU-institutioner och internationella organisationer. För närvarande har organisationen medlemmar i form av nationella branschorganisationer för bryggerier från olika EU-länder samt Norge, Schweiz och Turkiet.
Svensk medlemsorganisation i The Brewers of Europe är Sveriges Bryggerier.

## European Brewery Convention
European Brewery Convention (EBC) grundades redan 1947 och är numera den vetenskapliga och teknologiska delen av The Brewers of Europe. EBC är kanske mest känt för den bienniala EBC-kongressen, ett ledande forum för vetenskapligt utbyte bland europeiska och globala bryggerier.

## Hemsida
- http://www.brewersofeurope.org/site/index.php